# Parque Estadual de Serra Nova e Talhado
O Parque Estadual do de Serra Nova e Talhado é um parque florestal localizado no município de Rio Pardo de Minas, Serranópolis de Minas, Mato Verde, Porteirinha e Riacho dos Machados, no estado de Minas Gerais, no Brasil. Com uma área de 12.658,29 hectares. Foi criado pelo decreto s/ n°, de 21 de outubro de 2003 e decreto s/n°, 29 de dezembro de 2008, é administrado pelo Instituto Estadual de Florestas de Minas Gerais. 